# 독일 연방교육진흥법

독일에서는 대다수의 주의 학생들이 대학교에 등록금을 내지 않는다. 학자금 대출과 보조금은 부모의 형편 때문에 자녀들이 교육의 혜택으로부터 벗어나있을 때 그 아이들이 고등 교육을 받을 수 있도록 하기 위한 방법이다. 이러한 교육 복지 정책에 관한 연방법을 "연방교육지원법(Bundesausbildungsförderungsgesetz)" 혹은 줄여서 "바푁(BAföG)"이라고 하고, 학생들은 보통 그 대출과 보조금 등을 짧게 바푁이라고 부른다. 고등학생, 시간제 혹은 전일제 대학생, 직장을 다니다가 공부를 하기 시작한 사람, 그리고 전문직 훈련을 위한 학교에 다니는 학생들에게 금전적인 도움을 주는 제도이다. 40년이 넘는 기간 동안 수혜 범위와 수혜 내용 등 많은 부분들이 바뀌어왔으며 현재까지 이어지고 있다.

## 역사
1971년 서독의 수상이었던 빌리 브란트 (Willy Brandt)에 의해 단행된 제도이다. 기존의 학자금 대출 형식의 제도를 장학 제도로 바꾸었다. 이 장학제도는 청년들이 가정의 빈부 격차나 소득 격차 때문에 동일한 교육의 기회를 누리지 못하는 것을 막기 위해서 만들어졌다.
바푁의 수요는 독일 학생 복지 위원회 (Deutsches Studentwerk) 조사를 통해 측정하였다. 2년마다 수혜 조건에서 벗어나지 않는지에 대해 조사했다. 수요가 단기적으로는 증가했지만, 시간이 지나면서 보조금이 현저히 부족하게 되었다. 물가 상승과 각종 상황이 맞물리면서 생기게 된 문제점이었다.
바푁이 실행된 이후부터 항상 수혜 범위와 내용은 변화해왔다. 1970년대에 들어 수혜 대상에 대한 내용과 바푁의 구조적 발전이 많이 이루어졌다. 이 때부터 부분적인 장학 제도와 부분적인 대출을 병행하며 수혜를 받을 수 있게 되었다. 학생들의 조건에 따른 차등적 분배를 시작했다.
1982년 10월 거의 16년에 달하는 헬무트 콜 (helmut kohl)의 통치가 시작되었다. 베이비 붐 세대의 대학 진학 시기와 맞물려 학생들의 수가 매우 많았다. 그러나 1979년의 제 2차유류 파동으로인한 경제적 위기 상황에서 바푁은 제대로 지원될 수 없었다. 1983년부터 1990년까지 전액을 대출의 형식으로 바꾼 것은 학생들에게 과도한 빚을 지게 만들었다.
이후 80년대와 90년대를 거치며 많은 법 개정이 있던 끝에 1998년에 수혜 내역이 최소치에 도달하게 되었다. 오직 13%의 학생만이 바푁의 수혜를 받을 수 있었다.
게르하르트 슈뢰더가 1998년 총리로 취임 한 이후, 헬무트 콜의 집권 기간 동안 있었던 많은 수혜의 제한들을 없앴다. 아이의 용돈에 대해 세금을 부과하지 않는 등 학생들을 위한 정책을 편 끝에 2003년에는 학생 수의 25%가 바푁으로부터 수혜를 받을 수 있었다.
연방 통계청에 따르면, 2008년엔 510,000 명의 학생들과 312,000명의 청소년들이 바푁으로부터 혜택을 받았다. 학생들은 평균적으로 한 달에 398유로를 수령하였으며, 청소년들은 321유로를 수령했다. 같은 기간 동안 총 23억 유로를 바푁으로 지출했으며, 2010년에는 29억 유로까지 올랐다.
2010년에는 바푁에 대한 수정이 또 한차례 이뤄졌다. 바푁 수령 가능 나이의 제한이 30세에세 35세로 높아졌다. 뿐만 아니라 성적 관련 장학금 등은 수입으로 고려하지 않도록 개정했고, 독일인의 배우자로 제한되었던 외국인에 대한 규정도 동업자 등까지 확대되었다.
2014년 연방 교육부 장관 Wanka는 2016년 가을까지 펀딩의 액수를 7%까지 높이겠다고 발표했다.
2015년의 개정을 통해 연방 정부에 의한 재정 지원의 전체 자금 조달이 승인됨에 따라, 주정부에서 사용되던 예산이 절감하면서 11억 7천만 유로를 학교에 온전히 배급할 수 있게 되었다. 뿐만 아니라 장학금 수혜 자격이 엄격해짐에 따라 학생들의 실제 소득수준과 학습 환경에 맞춰 자금을 운용할 수 있게 되었다. 약 110,000명의 학생들과 청소년들이 혜택을 볼 수 있을 것으로 기대되며, 외국인들도 4년 이상 독일에 거주해야 했던 선발 조건이 15개월로 단축됨에 따라 더 많은 혜택을 볼 수 있을 것으로 기대된다.

## 목적
이 장학제도는 각 연방이 학업을 목적으로 하는 청년들에게 생활비와 교육비를 지원해주는 제도이다. 저소득층에게 교육의 기회를 확대하는 것이 주된 목표이다. 좋은 교육은 개인의 미래 성공의 기초가 된다. 그러나 모든 교육은 자금이 소요되며 양질의 교육을 받는 것이 자금부족으로 인해 방해가 되어서는 안된다는 것이 독일 연방 교육국의 입장이다. 바푁은 모든 젊은 사람들에게 사회적, 경제적 상황에 맞게끔 자신의 능력과 관심이 도달하는 교육을 받을 수 있는 기회를 연방 장학금으로써 경제적으로 제공하는 것이다.

## 수혜 대상
바푁은 다음에 해당하면 수혜할 수 있다.
1. 헌법에 의해 독일인으로 분류되는자
2. EU 회원국의 시민 혹은 유럽경제지역의 시민 중
  - EU내의 이동의 자유가 보장되며 영주권을 가진 자 혹은
  - 직장을 가졌거나 사업가로서 EU내의 이동에 제약을 받지 않는 자 혹은
  - 독일 시민의 배우자나 부모로서 거주의 권한이 있는 자
3. 외국인 중 주거법에 따라 EC허가 혹은 당국 거주의 허가를 받은 자
4. 난민으로서 독일 연방국 내에 거주를 허가받은 자

바푁은은 기본적으로 독일 시민혹은 독일에서 직업을 가진 사람들에게 우선적으로 혜택이 지원되는 제도이다. 그러나 외국인의 경우에도 다음과 같은 경우에는 지원이 가능하다.
1. 정치적 망명자
2. 부모 중 한 명이 독일인인 경우
3. 독일인과 결혼한 경우
4. 15개월 이상 연속적으로 독일에 거주 중인 경우
5. 학업을 시작하려는 해를 기준으로 6년 안에 부모 중 한 명이 3년 이상 독일에서 일 한 경우
6. 독일 영주권이 있는 경우

학업적으로는 해당 학교의 커리큘럼마다 꾸준히 수업에 참여를 하고 있거나, 적절한 성적을 내는 등 학업에 참여하고 있다고 판단된다면 장학 수혜를 문제 삼지 않는다.

## 수혜 내용

### 수혜 기본 원칙
바푁의 필요성 – 과세소득과 연수생의 자산-배우자와 부모의 과세소득 = 바푁 제공 금액

### 수혜 교육기관
연방 장학금(BAföG)은 대학에서의 공부뿐만 아니라 다른 교육기관들까지 지원범위를 다루고 있다.
1. 클래스 10차 일반학교(주 중간 종합학교, 고등학교).
2. 클래스 (10), 기초 직업 훈련 및 모든 형태의 클래스를 포함 직업 훈련을 출석 완료한다는 조건하에 직업 학교.
3. 기술 및 전문 중등학교는 직업훈련을 반드시 출석 완료할 필요는 없다.
4. 직업훈련 학교와 기술학교는 적어도 2년의 교육과정에서 전문학위를 제공하기 때문에 연방 장학금(BAföG)이 불필요하다.
5. 기술 및 전문 중등 학교의 경우는 직업훈련 완료 출석을 전제한 경우에 지급.
6. 고등 전문학교와 학원.
7. 기타 모든 대학.[5]

#### 교육기관별 수혜 내용 표
| 학교                                                                           | 부모와 함께 사는 경우 + KV/PV | 부모와 함께 살지 않는 경우 + KV/PV |
| ------------------------------------------------------------------------------ | ----------------------------- | ---------------------------------- |
| 일반 중등 학교와 직업 학교 클래스 10 및 전문 / 기술 학교 (전문 자격 조건 필요) | 지원자금 없음                 | 504 €+ 86 €=590 €                  |
| 직업전문학교(최소 2년 과정은 전문 학위를 제공 –직업 훈련 조건 불필요)          | 231 €+ 86 €=317 €             | 504 €+ 86 €=590 €                  |
| 9-10학년, 성인 대상 야간학교, 전문 중등 학교 (직업 자격 조건 필요)             | 418 €+86 €=504 €              | 587 €+86 €=673 €                   |
| 전문 학교의 수업 (전체 직업 훈련 조건 필요)야간 김나지움                       | 424 €+ 86 €= 510 €            | 622 €+ 86 €= 708 €                 |
| 대학교                                                                         | 422 €+ 86 €= 508 €            | 649 €+ 86 €= 735 €                 |

- KV:건강보험
- PV:개호(介護)보험(노인이 되었을 때 곁에서 돌보아 주는 금액을 지불해 주는 보험)
- 김나지움:독일의 인문계 중등교육기관

재정 지원은 교육이 수행되는 달의 처음부터 제공되며 2016년의 최대 바푁 지원자금은 월 735유로로 증가하였다.
이전에는 첫 아이는 113유로, 두 번째 아이부터는 80유로를 제공하였으나 지금은 아이를 가진 학생에게 아이마다 표준적으로 130유로의 양육비를 제공한다.
원칙적으로는 학업기간 내내 지원받을 수 있으나 학업이 길어지는 것을 방지하기 위해 정해놓은 학업기간(Regelstudienzeit)이 따로 있으며 이 기간(보통 5년)에 한해서 지원한다.
학기당 260유로를 내면 학생식당과 대학이 속한 도시내 교통비에 있어 할인을 받을 수 있다.

### 수혜 예시
1. 해외에 거주하는 직업학생, 알렉사(17세)
  - 알렉사(Alexa)는 17세 직업학교 학생으로서, 미래에 회사에서 마케팅 및 판촉 활동을 하는 직원이 되는 것을 목표로 하고 있다. 그러나 가까운 전문 학교가 거리상 멀리 떨어져 있기 때문에 부모님의 집에서 떨어져 해외 기숙사에서 거주해야만 한다. 알렉사의 어머니는 가정주부이고 아버지는 공무원이며 51,150 유로의 연간 소득이 있다. 알렉사의 경우는 Riester 연금에 해당하여 혜택을 받게된다.
2. 해외에 거주하는 대학생, 한나(24세)
  - 한나(Hanna)는 의학 및 생명공학을 전공하는 대학생으로서 기숙사에 거주하고 있다. 그녀의 동생 알레산더(Alexandre)는 은행원으로 직업훈련을 받고 있으며 733 유로로 매월 훈련수당을 받는다. 아버지와 어머니는 노동자이시며 35,470 유로의 연간 소득이 있다. 한나의 경우는 Riester 연금을 지급받게 된다.
3. 대학생인 마르셀(28세), 아르바이트를 하는 중등 학생 모리스(22세)
  - 마르셀(Marcel)은 6학기째 기술 대학에서 기계 공학을 공부하고 있으며 대학 근처 아파트에 살고 있다. 그는 이전에 자신이 다니던 회사에서 직업 훈련을 받던 도중 월 400 유로를 Reister 연금으로 수령하였다. 마르셀의 동생 모리스(Maurice)는 직업 훈련을 완료하고 현재 전문학교에 다니고 있다. 현재 부모님과 함께 거주하고 있으며 두 형제는 부모님과 공동 보험처리 대상으로 등록되어 있다.
4. 이혼한 부모님 아래서 자란 대학생 맥스(24세)와 고교생인 사스키아(18세)
  - 맥스(Max)는 기술대학에서 전기공학을 공부했다. 그는 동료 학생들과 임대 아파트에서 함께 살고 있다. 그의 여동생 사스키아(Saskia)는 고등학교에서 12학년에 다니고 있다. 학교가 그녀의 집에서 다소 먼 거리에 있기 때문에 조부모님과 현재 함께 거주하고 있는 중이다. 맥스와 사스키아의 부모님은 몇 년 전에 이혼하였으며 모두 현재 아직 직장을 다니고 있는 상태이며 그 둘의 양육비에 책임이 있는 상태이다. 아버지는 29,470 유로의 총 연간소득이 있으며 어머니는 21,740 유로를 벌고 있다. 부모님은 각각 Riester 연금으로 자녀 양육비를 지원받고 있으며 맥스와 사스키아는 부모님이 이미 지급받고 있기 때문에 그들의 보호 아래 있으며 함께 보험에 가입되어있는 상태이다.
5. 자기 자동차를 가지고 있는 대학생, 스테판(19세)
  - 스테판(Stefan)은 수학을 전공하고 있으며 부모님과 함께 살고 있으며 현재 부모님과 공동 보험에 가입되어있는 상태이다. 그의 동생 파비안(Fabian)은 현재 고등학교에 재학중이다. 아버지는 현재 연간소득 37,400 유로를 벌고 있으며 어머니는 11,200 유로이다. 스테판의 경우에는 자기 명의의 9,100 유로의 예금이 있으며 자동차를 보유하고 있다. 스테판은 Riester 연금 대상에 해당하지 않는다.
6. 다른 EU 국가에서 공부하고 있는 대학생, 루이사(23세)
  - 루이사(Louisa)는 5학기를 법률 과목을 전공하고 1년동안 프랑스에서 추가적으로 학부 공부를 하기 위해 외국생활을 하게 되었다. 그녀는 임대 호스트를 하고 있는 현지 가족과 함께 지내게 되었으며 360 유로 정도의 여행경비가 있다. 루이사는 민간재단에서 이미 350 유로를 투자금 및 지원금의 명목으로 받고 있으며 여동생은 9학년에 재학중인 고등학생, 어머니는 가정주부, 아버지는 연 42,500 유로의 소득을 받는 직장인이다. 루이사는 학생 연방 장학금의 수혜 대상에 포함된다.
7. 석사 과정을 밟고 있는 학생신분의 얀(34세)
  - 얀(Jan)은 기술 대학에서 환경 기술분야의 학사 학위를 완료하였고 그 이후 관련 업무 회사에서 근무하고 있다. 지금은 직장을 다닌지 5년이 지나고 공급 및 처리기술 분야의 석사 학위를 시작하였다. 월 임대 숙박시설에서 살고 있으며 부모님과 독립적으로 살고 있는 얀은 8,000 유로의 자기 명의 예금과 오토바이를 가지고 있으며 학생 연방 장학금 수혜 대상이다.
8. 결혼하여 자녀가 있는 학생 신분의 세바스티안(29)
  - 현재 대학에서 2학기 컴퓨터 과학을 전공하고 있는 세바스티안은 자신의 전공과목을 모두 이수한 후에 4년간의 직업 훈련 및 전문 활동을 이수할 계획이며 부모님과 독립하여 생활할 것이다. 그는 자신의 아내와 두 살 짜리 딸과 함께 임대 아파트에서 살고 있으며 그의 아내는 32,252유로의 총 연간 소득을 벌고 있다. 세바스티안의 아내는 Riester 연금의 수혜대상이며 세바스티안도 같은 연금을 직업 훈련 도중에 받게 되었다.

### 학자금 대출
바푁 이외에도 학생들의 고등 교육을 지원하기 위한 낮은 이자율의 학자금 대출 제도가 있다. 최대 24개월간 수혜할 수 있으며 한 달에 300€까지 받을 수 있다. 첫 학자금 대출일을 기준으로 4년 뒤부터 갚아야한다. 학자금대출도 바푁과 마찬가지로 외국인 학생들에겐 제한적으로 제공된다.

## 같이 보기
- 학자금 대출